# Джек Маклафлін
Джек Маклафлін (англ. Jack McLoughlin, 1 лютого 1995) — австралійський плавець, срібний призер Олімпійських ігор 2020 року.
Учасник Олімпійських Ігор 2016 року.
Чемпіон світу з водних видів спорту 2019 року.
Переможець Пантихоокеанського чемпіонату з плавання 2018 року.
Переможець Ігор Співдружності 2018 року.

## Виступи на Олімпійських іграх
| Олімпіада           | Дисципліна            | Місце |
| ------------------- | --------------------- | ----- |
| Ріо-де-Жанейро 2016 | 1500 м вільним стилем | 9     |
| Токіо 2020          | 400 м вільним стилем  | 2     |
| Токіо 2020          | 800 м вільним стилем  | 5     |
| Токіо 2020          | 1500 м вільним стилем | 10    |